# Гроздьово
Гроздьово е село в Североизточна България. То се намира в община Долни чифлик, област Варна, по поречието на река Камчия.

## География
Разположено е на десния бряг на долното течение на река Камчия. На юг от Гроздьово се издига Източна Стара планина с връх Градището най-високата точка на Матор планина – 468 м надморска височина. Встрани от него са връх Папунка, връх Късия припек, връх Голяма ябълка и върховете Голям и Малък Пъстрич. Язовир Елешница се намира на 6 км, а язовир Георги Трайков е на 10 км от селото.

## История
Най-старите данни за живяло там население е селището Паниса. По-късно селище е изградено на юг, където се издига Източна Стара планина с връх Градището. Наречено е така заради многото останки от антични зидове, които личат и до днес. Там е открита римска крепост, която има значителни размери. Във вътрешността ѝ в предполагаема базилика е намерена мраморна плоча с надгробен надпис от късната античност (съхранявана в Бургаския музей). Около връх Градище са открити останки от керамични римски пещи и пещери.
През река Камчия (Тича) е преминавал важен римски път, който водел от Цариград и Анхиало към Марцианопол.
Старото му име е Раковец, а преди това – Кьопрю кьой („село Мост“).
Местните краеведи са убедени, че цар Ивайло е роден в средновековното българско с. Мостъ, днес с. Гроздьово.
Освен това възприемат тезата, че запазените руини на близкия връх „Градището“ в северните склонове на Източна Стара планина са най-вероятно останки от феодалното владение на Ивайло.
В селото се издига Руски паметник на загиналите воини в Руско-турската война (1828-1829) г. с ликовете на генералите, водили похода, Иван Иванович Дибич и Фьодор Василиевич Ридигер, на мястото, където се предполага, че са погребани 400 руски воини. Дърветата в парка са засадени в памет на загиналите войници от с. Гроздьово в Балканската война 1912-1913 г., Междусъюзническата война 1913 г., Първата световна война 1915-1918 г., Втората световна война 1944-1945 г. Паметникът е поклон пред паметта им.
След Освобождението селото запазва името си, като са налице сведения, че през 1891 г. във Варна се състои търг за отдаване на строеж на дървена конструккция на мост над Камчия в селото.
На входа на кметство село Гроздьово е поставена плоча на ремсиста Неделчо Есиров, а в сградата е разположена мемориална зала на Гроздьо Желев от 2006 г. След преименуването на селото през 1950 г. на Гроздьово е издигнат паметник на Гроздьо Желев – командир на партизанска чета „Народна дума“. Има паметна плоча на незабравимия артист Кирил Господинов, роден на 24 май 1934 г. в с. Гроздьово. Народното читалище в селото носи неговото име. В Шерба се намира „Бункера“ – скривалище на партизанска чета „Народна дума“.

## Население
Численост
Численост на населението според преброяванията през годините:
| \| Година на преброяване \| Численост \| \| --------------------- \| --------- \| \| 1934 \| 3360 \| \| 1946 \| 3169 \| \| 1956 \| 2806 \| \| 1965 \| 2636 \| \| 1975 \| 2609 \| \| 1985 \| 2593 \| \| 1992 \| 2637 \| \| 2001 \| 2465 \| \| 2011 \| 2427 \| \| 2021 \| 2007 \| |           |
| Година на преброяване | Численост |
| 1934 | 3360      |
| 1946 | 3169      |
| 1956 | 2806      |
| 1965 | 2636      |
| 1975 | 2609      |
| 1985 | 2593      |
| 1992 | 2637      |
| 2001 | 2465      |
| 2011 | 2427      |
| 2021 | 2007      |

Етнически състав
Численост и дял на етническите групи според преброяването на населението през 2011 г.:
|                     | Численост | Дял (в %) |
| Общо                | 2427      | 100,00    |
| Българи             | 1047      | 43,13     |
| Турци               | 1020      | 42,02     |
| Цигани              | 227       | 9,35      |
| Други               | 9         | 0,37      |
| Не се самоопределят | 9         | 0,37      |
| Неотговорили        | 115       | 4,73      |

## Забележителности
В Лонгоза расте вековно дърво. Над река Камчия се извисява стар въжен мост.
Край река Камчия са открити и използвани в керамичната промишленост глини и мергели.
Просторните гори и хубавите пасища, съчетани с реките Дойде елен (Додлен) и Камчия, създават условия за развитието на животновъдство, пчеларство, земеделие и рибовъдство. Почвите и климата са подходящи за отглеждане на плодове, зеленчуци, зърнени култури и билки.
Балканът, богат на дивеч, благоприятства развитието на Дивечо-развъдното стопанство „Шерба“. Основните видове дивеч са благороден елен, елен лопатар, дива свиня, сърна, муфлон и др.
В покрайнините на село Гроздьово се намира ботаническа градина „Маргарита“. Градината заема почетното четвърто място по големина и ботанически състав. Едната от най-богатите колекции от палми, кактуси, цитруси, маслини, смокини и други субтропични растения.

## Църква
През 1873 година е въздигната църквата в село Кьопрюкьой(Гроздьово) "Светите апостоли Петър и Павел", която съществува и до днес. От 1900 до 1944 в църквата са кръстени 3124 деца. Дългогодишен клисар на църквата е баба Пенка Митева Манолова, с чиято помощ и помощта на Йовчо Петров Есиров се поставя камбаната на желязно жере, за да се чува отвисоко.

## Личности
Родени
- Кирил Господинов (1934 – 2003), актьор
- Христо Тошков (1944 – 1999), бивш кмет на Варна
- Черемухин (1930 – 2003), писател
- Гроздьо Желев, партизанин, командир на отряд „Народна дума“; селото носи неговото име
- Панайот Панайотов, председател на Варненския окръжен съд през 1923 г.[9]

## Кметове от Освобождението до наши дни
1. Стоян Стоянов - първи кмет след Освобождението - 1878 - 1890
2. Петър Кателиев - 1890 - 1900
3. Гаврил Костов - председател на Кьопрюкьой-ската тричленна комисия в Общината - 1916 - 1918
4. Георги Стоянов - 1918 - 1919, кмет и длъжностно лице по гражданско състояние в Общината.
5. Петър Панайотов - 1919 - 1922
6. Васил Драганов - 1922 - 1923
7. Неделчо Д. Баев - 1924 - 1926
8. Георги Стоянов - 1927 - 1930
9. Йордан Иванов Попов - 1930
10. Калчо Христов - 1931 - 1932
11. Вълчо Минев - 1932
12. Куни Николов - 1933 - 1934
13. Иван Н. Желязков - 1934 - 1935
14. Радослав Михов - 1936
15. Петър Н. Карагьозов - 1937 - 1938 - с. Раковец - Шуменска област
16. Георги Костов - 1939 - 1940
17. Митко Дянков Димитров - 1941
18. Катели Иванов Попов - IX.1941 - IX.1944
19. Васил Гагов - IX.1944 - V.1945
20. Радослав Ангелов - V. 1945 - X. 1945
21. Андрей Кунчев -XI.1945 -XII.1946
22. Стефан Христов Добрев - I.1947 -IV.1948
23. Кунчо Кунчев Георгиев - V.1948 - XII.1949
24. Тодор Симов Манолов - XII.1949 - IX.1950
25. Баю Генов Христов - IX.1950 - II.1956
26. Катели Николов Янев - III.1956 - XI.1958
27. Райчо Янев Бошнаков - I.1959 - V.1981
28. Димитър Димитров - VI.1981 - XI.1990
29. Теменужка Ангелова - XII.1990 - X.1991 - временна управа
30. Тошко Петров Христов - X.1991 - X.1995
31. Теменужка Ангелова - XI.1995 - X.2007
32. Николай Облаков - Х. 2007 - X.2015
33. Георги Георгиев - X.2015 - X.2019
34. Ирхан Хасан - X.2019 - до момента